# Exosphaeroma brevitelson
Exosphaeroma brevitelson is een pissebed uit de familie Sphaeromatidae. De wetenschappelijke naam van de soort is voor het eerst geldig gepubliceerd in 1914 door Barnard.